# اشرما (کالیفرنیا)
اشرما (به انگلیسی: Ashrama) یک منطقهٔ مسکونی در ایالات متحده آمریکا است که در کالیفرنیا واقع شده‌است.